# Gilberto Baires
Gilberto Arnulfo Baires Hernández (La Paz, 11 aprile 1990) è un calciatore salvadoregno, centrocampista del Santa Tecla.

## Carriera

### Club
Comincia a giocare nell'Atlético Marte, in cui milita fino al 2013. Nel 2013 passa all'Águila. Dopo due anni e mezzo, l'11 gennaio 2016 viene ufficializzata la sua cessione al Santa Tecla.

### Nazionale
Debutta in Nazionale il 16 gennaio 2011, in Belize-El Salvador (2-5). Ha collezionato in totale, con la maglia della Nazionale, 9 presenze.